# Lavrania perlata
Lavrania perlata là một loài thực vật có hoa trong họ La bố ma. Loài này được (Dinter) Bruyns mô tả khoa học đầu tiên năm 1993.